# Sascha Kirschstein
Sascha Kirschstein (9 de junio de 1980 en Brunswick), es un exfutbolista alemán que se desempeña como guardameta.

## Clubes
| Club                 | País     | Año         |
| -------------------- | -------- | ----------- |
| Eintracht Brunswick  | Alemania | 1999 - 2002 |
| Rot-Weiss Essen      | Alemania | 2002 - 2004 |
| Hamburgo SV          | Alemania | 2004 - 2007 |
| SpVgg Greuther Fürth | Alemania | 2007 - 2009 |
| Rot Weiss Ahlen      | Alemania | 2009 - 2010 |
| FC Ingolstadt 04     | Alemania | 2010 - 2013 |
| FC Erzgebirge Aue    | Alemania | 2013 - 2015 |
| ACS Poli Timisoara   | Rumania  | 2015 - 2016 |
| Rot Weiss Ahlen      | Alemania | 2017        |